# Swoszowa
Swoszowa – wieś w Polsce położona w województwie małopolskim, w powiecie tarnowskim, w gminie Szerzyny.

## Położenie
Miejscowość znajduje się na Pogórzu Ciężkowickim u południowych podnóży Pasma Brzanki.
| SIMC    | Nazwa      | Rodzaj    |
| ------- | ---------- | --------- |
| 0832440 | Góry       | część wsi |
| 0832456 | Przymiarki | część wsi |
| 0832462 | Sikornica  | część wsi |
| 0832479 | Wola       | część wsi |
| 0832485 | Zapole     | część wsi |

W latach 1975–1998 miejscowość administracyjnie należała do województwa tarnowskiego.

## Historia
Wieś lokowana na surowym korzeniu przez króla Kazimierza Wielkiego w 1369 roku. Wieś wymieniona w 1395 roku. W tym roku Władysław Jagiełło nadał osadę wraz z Posadą Zarszyńską i Długiem Jachnikowi zwanemu Dzieweczka ze Swoszowa. Stanisław Bobola syn Jana Boboli posiadał tu wójtostwo wsi około roku 1490.

## Zabytki
Obiekty wpisane do rejestru zabytków nieruchomych województwa małopolskiego.
- Kapliczka przydrożna pw. III Upadku Chrystusa;
- kapliczka przydrożna pw. św. Jana Nepomucena.

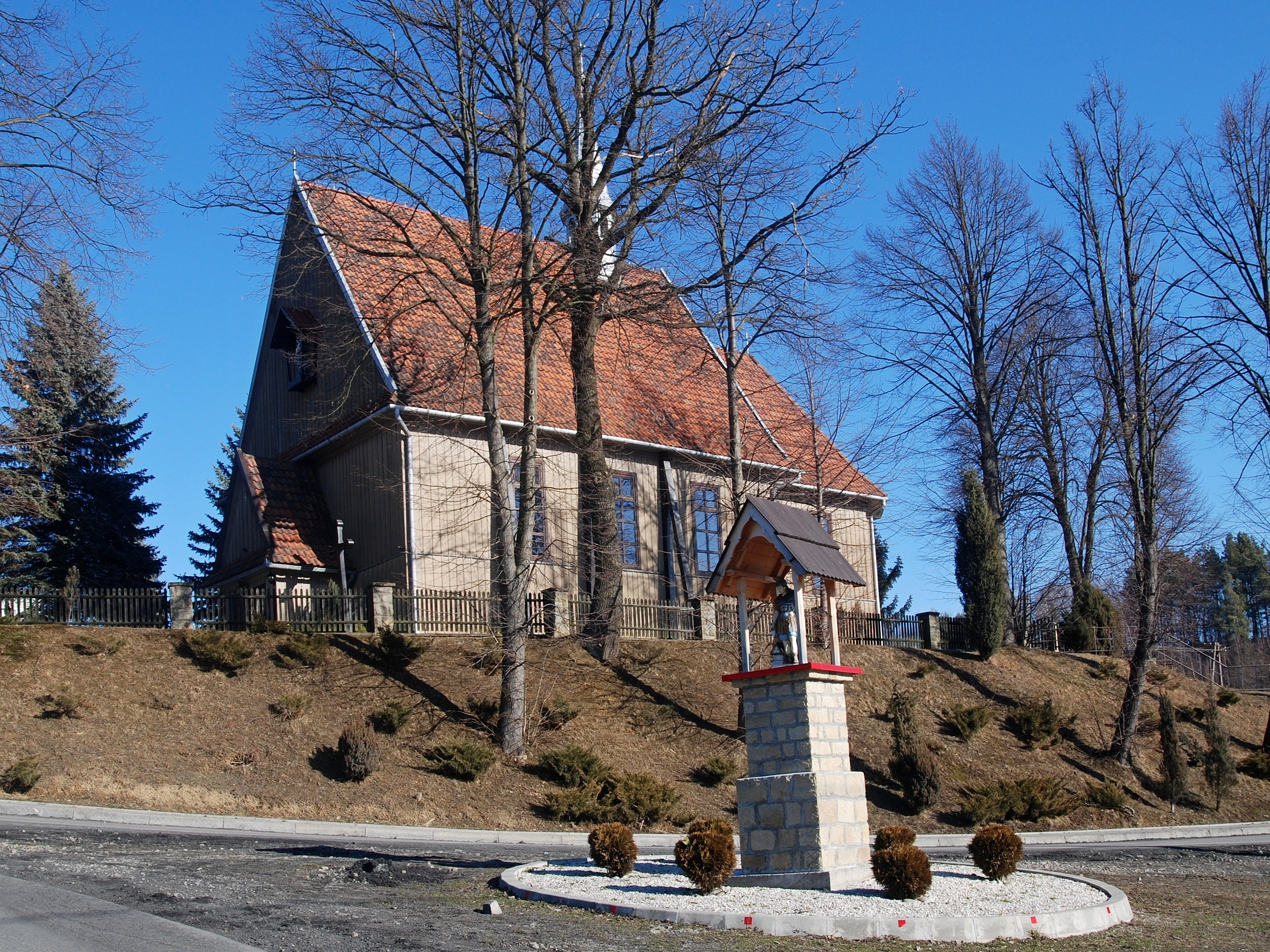
Kościół Matki Bożej Królowej Polski
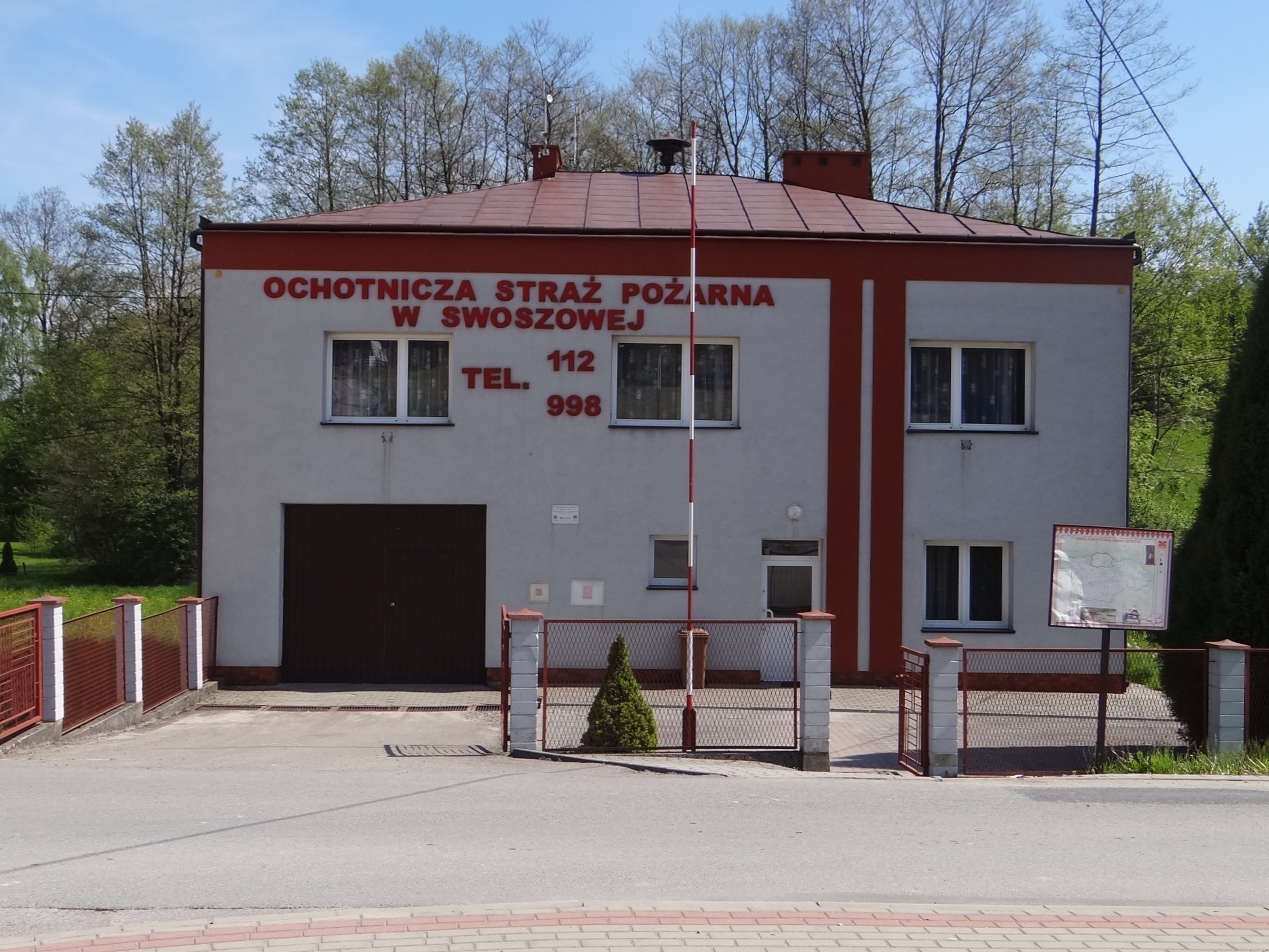
OSP